# Tunstall (Stafford)
Tunstall – przysiółek w Anglii, w Staffordshire. W latach 1870–1872 osada liczyła 72 mieszkańców. Tunstall jest wspomniana w Domesday Book (1086) jako Tunestal.